# Diocesi di Ingila
La diocesi di Ingila (in latino Dioecesis Ingelina) è una sede soppressa e sede titolare della Chiesa cattolica.

## Storia
Ingila, identificabile con Eğil (Agel, Engil, Angel) nell'odierna Turchia, è un'antica sede episcopale della provincia romana della Mesopotamia nella diocesi civile d'Oriente. Faceva parte del patriarcato di Antiochia ed era suffraganea dell'arcidiocesi di Amida, come attestato da una Notitia episcopatuum del VI secolo.
Diversi sono i vescovi noti di quest'antica diocesi. Secondo Le Quien al concilio di Nicea del 325 avrebbe preso parte il vescovo Adeo (Hebed-Jesu), il quale tuttavia è ignoto nella lista dei vescovi niceni ricostruita da Heinrich Gelzer nell'Index patrum Nicaenorum restitutus.
Eusebio prese parte al concilio di Calcedonia del 451 e nel 458 sottoscrisse la lettera dei vescovi della Mesopotamia in seguito all'uccisione del patriarca Proterio di Alessandria. Ortos partecipò all'ordinazione di Maras di Amida nel 520. Infine Teodoro intervenne al concilio ecumenico di Costantinopoli nel 553.
Dal 1933 Ingila è annoverata tra le sedi vescovili titolari della Chiesa cattolica; la sede è vacante dal 7 giugno 1966.

## Cronotassi

### Vescovi greci
- Adeo ? † (menzionato nel 325)
- Eusebio † (prima del 451 - dopo il 458)
  - Ortos † (menzionato nel 520) (vescovo monofisita)
- Teodoro † (menzionato nel 553)

### Vescovi titolari
- Severios Giuseppe Valakuzhyil † (29 agosto 1938 - 25 luglio 1950 nominato eparca di Tiruvalla)
- André Jacques, C.I.C.M. † (23 dicembre 1950 - 10 novembre 1959 nominato vescovo di Boma)
- Armand Coupel † (19 gennaio 1961 - 7 giugno 1966 deceduto)